# 1980年NBA选秀
1980年NBA选秀（1980 NBA draft）是NBA第34届NBA选秀。此次选秀于1980年6月10日1980-81 NBA赛季开始前举行。在本次选秀中，共有23支NBA球队轮流从非职业美国大学篮球运动员和其他包括国际球员在内的复核资格中挑选队员。选秀头两签属于前一赛季各赛区垫底的球队，先后顺序由擲硬幣决定。波士顿凯尔特人通过交易获得了底特律活塞的首轮选秀权，并在投硬币时取胜，获得了状元签，犹他爵士则获得了榜眼签。凯尔特人在选秀前将状元签交易给了金州勇士。剩余首轮选秀权以及其余各轮的顺序均根据上一赛季各队胜负记录从低到高依次挑选。新加入联盟的达拉斯小牛首次在选秀中亮相，在各轮中被安排在第11位。完成了四年大学球员自动获得选秀资格。在选秀前，有5名大学低年级生宣布他们将提前离校，且将有选秀资格。这次选秀共有10轮，214名球员被选中。

## 概述
来自普度大学的乔伊·巴里·卡罗尔被金州勇士选中，成为状元签。来自路易斯维尔大学的达内尔·格里菲斯为选秀榜眼，被犹他爵士选中，他在新秀赛季获得了NBA年度最佳新秀。明尼苏达大学的凯文·麦克海尔为探花，被波士顿凯尔特人摘得，他在之后13年职业生涯中一直效力于凯尔特人，并获得了三个总冠军。他还连续两次获得NBA最佳第六人，且入选过一次NBA最佳阵容、7次NBA全明星赛以及6次NBA最佳防守陣容。由于表现优异，他最终被选入奈史密斯篮球名人纪念堂。另外在1996年联盟50周年公布的NBA50大巨星榜单中也将他位列其中。除了状元和探花外，第8顺位安德鲁·托尼、第11顺位奇奇·范德维奇和第25顺位杰夫·卢兰德是这次选秀中其他入围全明星赛的球员。
本次选秀中的9名队员在之后走上了执教生涯。凯文·麦克海尔曾在2005年和2008–09赛季担任临时森林狼队主教练，2011年至2015年担任休斯敦火箭主教练。第12顺位麥克·伍德森曾在亚特兰大老鹰执教6个赛季。第17顺位拉里·德鲁曾是伍德森手下的助理教练，在2010年时升任主教练。第20顺位比尔·汉兹里克曾在1997–1998赛季执教丹佛掘金，最终赛季成绩11胜71负，这是NBA历史上新人教练最差赛季成绩。第37顺位布奇·卡特曾在多伦多猛龙执教2个半赛季。第38顺位特里·斯托茨，执教过亚特兰大老鹰和密尔沃基雄鹿两个赛季，目前是波特兰开拓者的主教练。第58顺位科特·兰比斯为洛杉矶湖人效力9年，在1999年时担任该队临时主教练。在湖人担任了7年助理教练后，兰比斯终于在2009年在明尼苏达森林狼担任主教练。另外还有两名球员，奇奇·范德维奇和肯尼·奈特曾短暂担任过临时主教练的职位，但都没有完整执教一个赛季。伍德森后来在2012年3月成为纽约尼克斯临时主教练，也成为NBA历史上首个担任自己新秀球队主教练的人。

## 图例
| 位置 | G    | F    | C    |
| 位置 | 后卫 | 前锋 | 中锋 |

| ^ | 表示此球員已經入選奈史密斯籃球名人紀念堂 |
| + | 表示此球員已經入選NBA全明星赛至少一次    |
| # | 表示此球員從未在NBA例行賽或季後賽出賽過  |

## 选秀情况

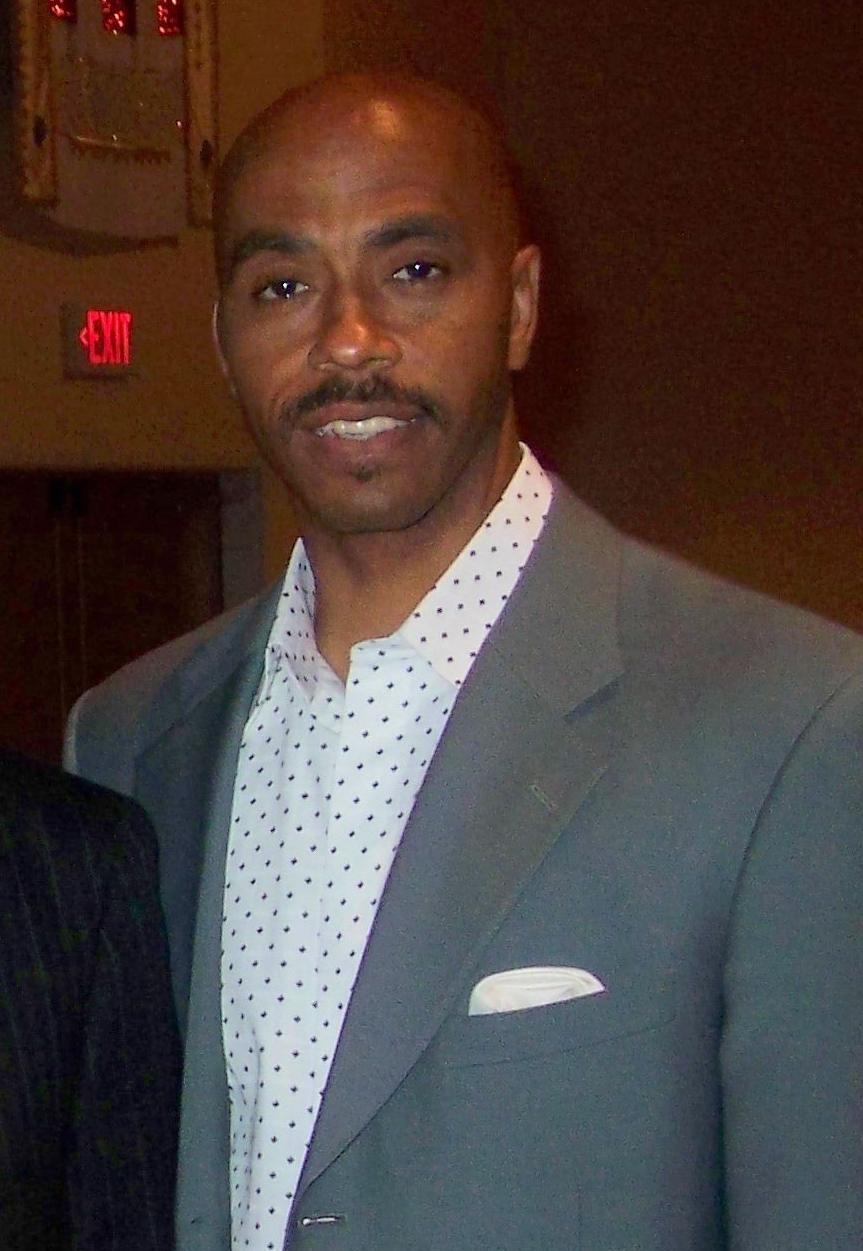
達雷爾·格里菲思以第二顺位被犹他爵士选中

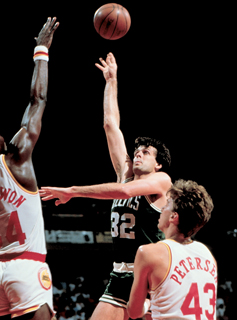
凯文·麦克海尔以第三顺位被波士顿凯尔特人选中

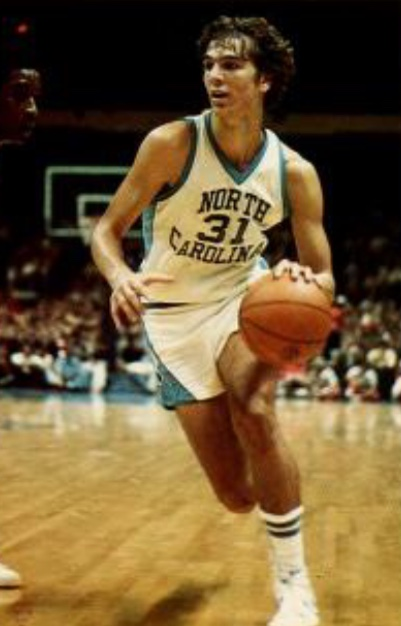
麦克·奥科伦以第六顺位被新泽西网选中

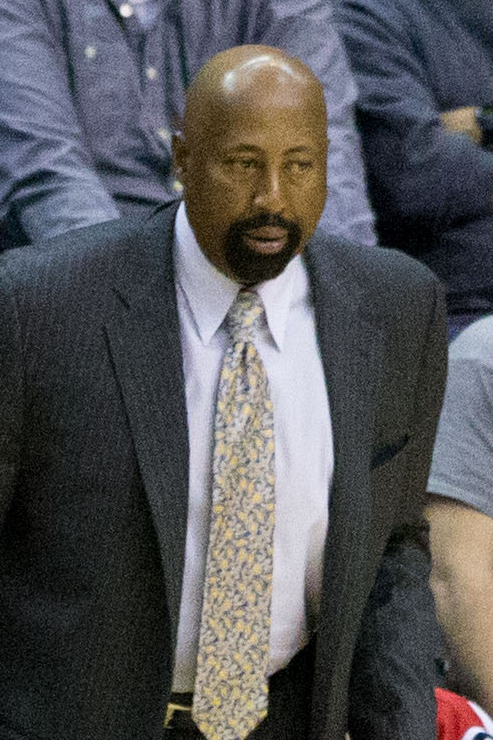
麥克·伍德森以第12顺位被纽约尼克斯选中

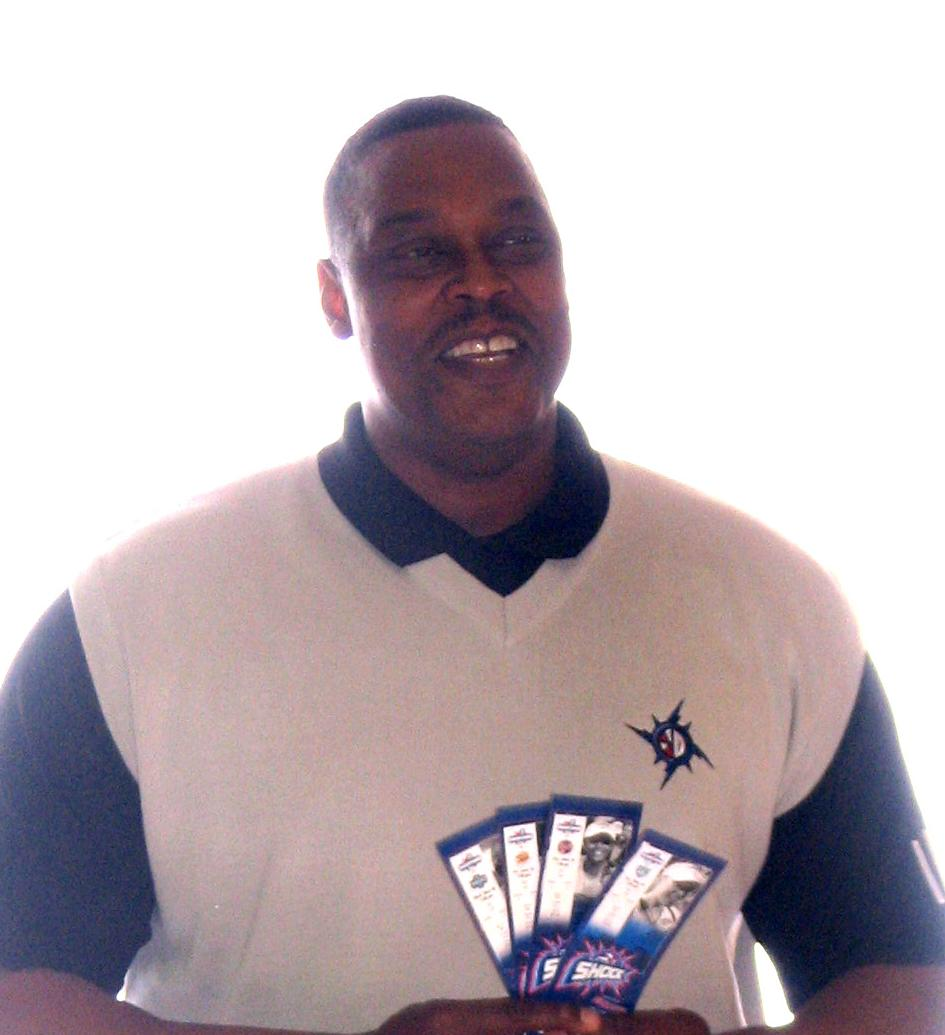
里克·马洪以第35顺位被华盛顿子弹选中

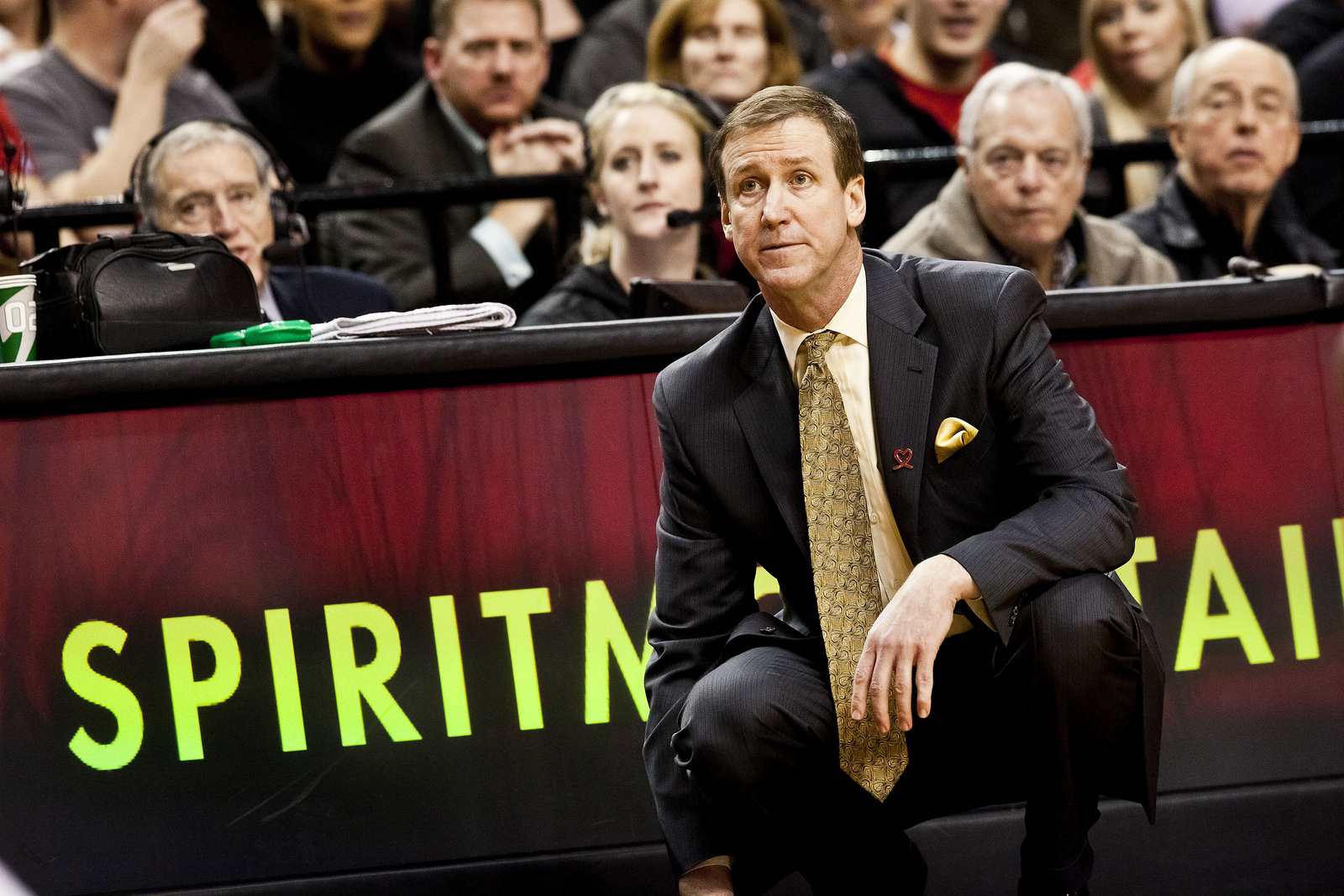
特里·斯托茨以第38顺位被休斯敦火箭选中

| 轮数 | 顺位 | 球员名            | 位置 | 国籍 | 球队                                                                | 学校/俱乐部                          |
| ---- | ---- | ----------------- | ---- | ---- | ------------------------------------------------------------------- | ------------------------------------ |
| 1    | 1    | 乔伊·巴里·卡罗尔+ | F/C  | 美国 | 金州勇士（选秀权来自底特律活塞，经手波士顿凯尔特人）[a]             | 普渡大學（四年级）                   |
| 1    | 2    | 達雷爾·格里菲思   | G    | 美国 | 犹他爵士                                                            | 路易斯維爾大學（四年级）             |
| 1    | 3    | 凯文·麦克海尔^    | F/C  | 美国 | 波士顿凯尔特人（选秀权来自金州勇士）[a]                             | 明尼苏达大学（四年级）               |
| 1    | 4    | 开尔文·兰西       | G    | 美国 | 芝加哥公牛（交易到波特兰开拓者）[A]                                 | 俄亥俄州立大学（四年级）             |
| 1    | 5    | 詹姆斯·雷         | F    | 美国 | 丹佛掘金                                                            | 杰克逊维尔大学（四年级）             |
| 1    | 6    | 麦克·奥科伦       | G/F  | 美国 | 新泽西篮网                                                          | 北卡罗来纳大学（四年级）             |
| 1    | 7    | 迈克·戈明斯基     | C    | 美国 | 新泽西篮网（选秀权来自圣迭戈快船，经手波特兰开拓者）[b]             | 杜克大学（四年级）                   |
| 1    | 8    | 安德鲁·托尼+      | G    | 美国 | 费城76人（选秀权来自印第安纳步行者）[c]                             | 西南路易斯安那大学（四年级）         |
| 1    | 9    | 迈克尔·布鲁克斯   | F    | 美国 | 圣迭戈快船（选秀权来自克里夫兰骑士）[d]                             | 拉塞尔大学（四年级）                 |
| 1    | 10   | 罗尼·莱斯特       | G    | 美国 | 波特兰开拓者（交易到芝加哥公牛）[A]                                 | 艾奥瓦大学（四年级）                 |
| 1    | 11   | 奇奇·范德维奇+    | F    | 美国 | 达拉斯小牛                                                          | 加州大学洛杉矶分校（四年级）         |
| 1    | 12   | 麥克·伍德森       | G/F  | 美国 | 纽约尼克斯                                                          | 印第安纳大学（四年级）               |
| 1    | 13   | 里基·布朗         | F/C  | 美国 | 金州勇士（选秀权来自华盛顿奇才，经手底特律活塞和波士顿凯尔特人）[a] | 密西西比州立大学（四年级）           |
| 1    | 14   | 韦斯利·马修斯     | G    | 美国 | 华盛顿子弹（选秀权来自休斯敦火箭）[e]                               | 威斯康星大学麦迪逊分校（三年级）     |
| 1    | 15   | 雷吉·约翰逊       | F/C  | 美国 | 圣安东尼奥马刺                                                      | 田納西大學（四年级）                 |
| 1    | 16   | 查尔斯·惠特尼     | G/F  | 美国 | 堪萨斯城国王                                                        | 北卡罗来纳州立大学（四年级）         |
| 1    | 17   | 拉里·德鲁         | G    | 美国 | 底特律活塞（选秀权来自密尔沃基雄鹿）[f]                             | 密苏里大学（四年级）                 |
| 1    | 18   | 唐·科林斯         | G/F  | 美国 | 亚特兰大老鹰                                                        | 華盛頓州立大學（四年级）             |
| 1    | 19   | 约翰·杜伦         | G    | 美国 | 犹他爵士（选秀权来自菲尼克斯太阳）[g]                               | 乔治城大学（四年级）                 |
| 1    | 20   | 比尔·汉兹里克     | G/F  | 美国 | 西雅图超音速                                                        | 聖母大學（四年级）                   |
| 1    | 21   | 蒙蒂·戴维斯       | F    | 美国 | 费城76人                                                            | 田纳西州立大学（四年级）             |
| 1    | 22   | 查德·金奇         | G    | 美国 | 克里夫兰骑士（选秀权来自洛杉矶湖人）[h]                             | 北卡羅來納大學夏洛特分校（四年级）   |
| 1    | 23   | 卡尔·尼克斯       | G    | 美国 | 丹佛掘金（选秀权来自波士顿凯尔特人，经手印第安纳步行者）[i]         | 印第安纳州立大学（四年级）           |
| 2    | 24   | 拉里·史密斯       | F/C  | 美国 | 金州勇士（选秀权来自底特律活塞）[j]                                 | 艾尔康州立大学（四年级）             |
| 2    | 25   | 杰夫·卢兰德+      | F/C  | 美国 | 金州勇士（交易到华盛顿奇才）[B]                                     | 爱纳学院（三年级）                   |
| 2    | 26   | 萨姆·沃尔森       | F    | 美国 | 芝加哥公牛（选秀权来自犹他爵士，经手洛杉矶湖人）[k]                 | 马凯特大学（四年级）                 |
| 2    | 27   | 约翰·斯特劳德     | F    | 美国 | 休斯敦火箭（选秀权来自丹佛掘金，经手新泽西篮网）                    | 密西西比大学（四年级）               |
| 2    | 28   | 克雷格·谢尔顿     | F    | 美国 | 亚特兰大老鹰（选秀权来自芝加哥公牛）                                | 乔治城大学（四年级）                 |
| 2    | 29   | 路易斯·奥尔       | F    | 美国 | 印第安纳步行者（选秀权来自新泽西篮网）                              | 雪城大學（四年级）                   |
| 2    | 30   | 肯尼·奈特         | G    | 美国 | 印第安纳步行者（选秀权来自圣迭戈快船）                              | 路易斯安那州門羅大學（四年级）       |
| 2    | 31   | 韦恩·罗宾逊       | F    | 美国 | 洛杉矶湖人（选秀权来自克里夫兰骑士）                                | 弗吉尼亚理工学院暨州立大学（四年级） |
| 2    | 32   | 大卫·劳伦斯#      | F    | 美国 | 波特兰开拓者（选秀权来自印第安纳步行者）                            | 麦克尼斯州立大学（四年级）           |
| 2    | 33   | 布鲁斯·柯林斯#    | G/F  | 美国 | 波特兰开拓者                                                        | 韦伯州立大学（四年级）               |
| 2    | 34   | 罗斯福·博伊#      | C    | 美国 | 达拉斯小牛                                                          | 雪城大學（四年级）                   |
| 2    | 35   | 里克·马洪         | F/C  | 美国 | 华盛顿子弹                                                          | 漢普頓大學（四年级）                 |
| 2    | 36   | 德维恩·斯凯尔斯   | F    | 美国 | 纽约尼克斯                                                          | 路易斯安那州立大学（三年级）         |
| 2    | 37   | 布奇·卡特         | G    | 美国 | 洛杉矶湖人（选秀权来自圣安东尼奥马刺）                              | 印第安纳大学（四年级）               |
| 2    | 38   | 特里·斯托茨#      | F    | 美国 | 休斯敦火箭                                                          | 奧克拉荷馬大學（四年级）             |
| 2    | 39   | 迈克尔·威利       | F    | 美国 | 圣安东尼奥马刺（选秀权来自堪萨斯城国王）                            | 加州州立大学长滩分校（四年级）       |
| 2    | 40   | 迪克·米勒         | F    | 美国 | 印第安纳步行者（选秀权来自密尔沃基雄鹿，经手堪萨斯城国王）          | 托雷多大學（四年级）                 |
| 2    | 41   | 贾万·欧德汉姆     | C    | 美国 | 丹佛掘金（选秀权来自亚特兰大老鹰，经手犹他爵士）                    | 西雅图大学（四年级）                 |
| 2    | 42   | 金伯利·本尔顿#    | F    | 美国 | 菲尼克斯太阳                                                        | 史丹佛大學（四年级）                 |
| 2    | 43   | 比利·威廉姆斯#    | G    | 美国 | 休斯敦火箭（选秀权来自西雅图超音速）                                | 克莱门森大学（四年级）               |
| 2    | 44   | 克莱德·奥斯丁#    | G    | 美国 | 费城76人                                                            | 北卡罗来纳州立大学（四年级）         |
| 2    | 45   | 布拉德·布兰森     | F/C  | 美国 | 底特律活塞（选秀权来自洛杉矶湖人）                                  | 南方卫理公会大学（四年级）           |
| 2    | 46   | 阿奈特·侯曼#      | F    | 美国 | 波士顿凯尔特人                                                      | 普渡大學（四年级）                   |

## 其他签位
以下列表包括其他在NBA至少出战一场的选秀球员。

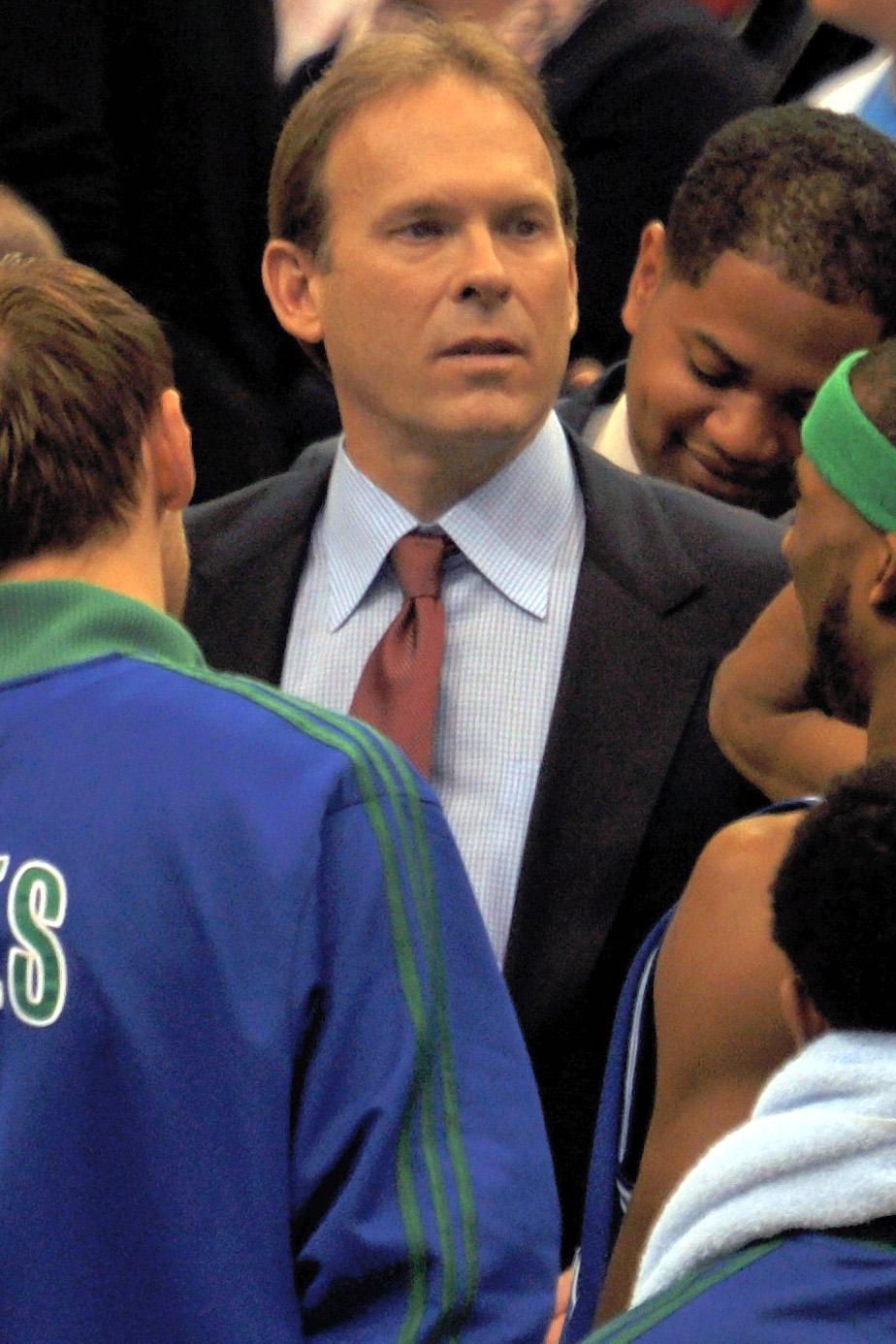
科特·兰比斯在第58顺位被纽约尼克斯选中

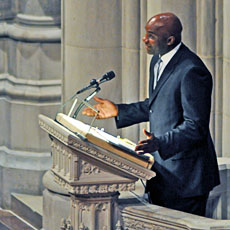
罗伊·斯帕罗在第75顺位被新泽西篮网选中

| 轮数 | 顺位 | 球员名          | 位置 | 国籍 | 球队                                 | 学校/俱乐部                  |
| ---- | ---- | --------------- | ---- | ---- | ------------------------------------ | ---------------------------- |
| 3    | 47   | 科特·尼姆菲斯   | F/C  | 美国 | 丹佛掘金（选秀权来自底特律活塞）     | 亞利桑那州立大學（四年级）   |
| 3    | 50   | 詹姆斯·威尔克斯 | F    | 美国 | 芝加哥公牛                           | 加州大学洛杉矶分校（四年级） |
| 3    | 51   | 罗尼·瓦伦丁     | F    | 美国 | 丹佛掘金                             | 老道明大學（四年级）         |
| 3    | 52   | 劳斯·摩尔       | G    | 美国 | 新泽西篮网                           | 西弗吉尼亞大學（四年级）     |
| 3    | 56   | 迈克·哈珀       | F/C  | 美国 | 波特兰开拓者                         | 北帕克大學（四年级）         |
| 3    | 57   | 大卫·布瑞登     | G    | 美国 | 达拉斯小牛                           | 德克萨斯州农工大学（四年级） |
| 3    | 58   | 科特·兰比斯     | F    | 美国 | 纽约尼克斯                           | 圣克拉拉大学（四年级）       |
| 4    | 61   | 里奇·尤纳克尔   | F    | 美国 | 圣安东尼奥马刺                       | 北卡罗来纳大学系统（四年级） |
| 4    | 66   | 卡尔·贝利       | C    | 美国 | 西雅图超音速                         | 塔斯基吉大学（四年级）       |
| 4    | 70   | 达尔文·库克     | G    | 美国 | 底特律活塞                           | 波特兰大学（四年级）         |
| 4    | 75   | 罗伊·斯帕罗     | G    | 美国 | 新泽西篮网                           | 维拉诺瓦大学（四年级）       |
| 4    | 87   | 托尼·杰克逊     | G    | 美国 | 洛杉矶湖人（选秀权来自亚特兰大老鹰） | 佛罗里达州立大学（四年级）   |
| 5    | 93   | 托尼·弗勒       | G    | 美国 | 底特律活塞                           | 佩珀代因大学（四年级）       |
| 5    | 99   | 沃利·兰克       | G/F  | 美国 | 圣迭戈快船                           | 聖荷西州立大學（四年级）     |
| 5    | 103  | 达内尔·阿鲁姆斯 | F    | 美国 | 达拉斯小牛                           | 加州大学洛杉矶分校（四年级） |
| 7    | 141  | 劳伦佐·洛马尔   | G    | 美国 | 金州勇士                             | 華盛頓大學（四年级）         |
| 8    | 168  | 约翰·斯卓德     | F    | 美国 | 波特兰开拓者                         | 蒙大拿大學（四年级）         |
| 8    | 169  | 克拉伦斯·基亚   | F    | 美国 | 达拉斯小牛                           | 拉马尔大学（四年级）         |
| 9    | 182  | 比利·里德       | G    | 美国 | 金州勇士                             | 旧金山大学（四年级）         |

## 交易

### 选秀日交易
以下涉及选秀球员的交易于选秀日当天完成： 
- A 1 2  波特兰开拓者获得第四顺位开尔文·兰西（英语：Kelvin Ransey）的选秀权，以及芝加哥公牛1981年首轮选秀权，送给公牛第十顺位罗尼·莱斯特的选秀权和其1981年首轮选秀权。[21]

- B  华盛顿子弹获得第25顺位杰夫·卢兰德（英语：Jeff Ruland）的选秀权，送给金州勇士其1981年次轮选秀权。[11]

### 选秀前交易
以下交易在选秀日之前完成，涉及各队之间选秀权的易手：
- a 1 2 3  1980年6月9日，金州勇士获得波士顿凯尔特人的状元签和第13顺位签，送给凯尔特人罗伯特·帕里什和第三顺位签。[22][23]在此之前，1979年9月6日，凯尔特人从底特律活塞获得两个首轮选秀权，送给凯尔特人鮑伯·麥卡杜。这一交易是作为1979年7月24日凯尔特人签约M·L·凯尔的补偿。[24][25]在此之前，1979年7月12日，活塞从华盛顿子弹初获得1980年和1982年首轮选秀权，作为以自由球员身份签约凯文·波特的补偿。[26]

- b  1980年2月8日，新泽西篮网从波特兰开拓者换得莫里斯·卢卡斯、1980年和1981年首轮选秀权，送给开拓者凯尔文·奈特。[27]在此之前，1979年5月13日，开拓者从圣迭戈快船处获得克米特·华盛顿（英语：Kermit Washington）、凯文·库内特和该选秀权，作为已自由球员身份签约比尔·沃尔顿的补偿。[28]

- c  1976年11月2日，费城76人从印第安纳步行者处获得首轮选秀权，以此交换迈尔·班尼特。[29]

- d  1979年9月21日，圣迭戈快船从克里夫兰骑士处获得首轮选秀权，以此交换兰迪·史密斯。[30]

- e  1979年7月16日，华盛顿子弹从休斯敦火箭处获得首轮选秀权，作为以自由球员身份签约汤姆·亨德森的补偿。[31]

- f  1980年2月4日，底特律活塞从密尔沃基雄鹿处换得肯特·本森和首轮选秀权，以此交换鲍伯·兰尼尔。[32]

- g  1979年1月12日，犹他爵士从菲尼克斯太阳处换得马蒂·伯恩斯、罗恩·李、1979年和1980年首轮选秀权，以此交换特拉克·罗宾逊。[33]

- h  1980年2月15日，克利夫兰骑士从洛杉矶湖人处换得唐·福特和1980年首轮选秀权，以交换布奇·李和1982首轮选秀权。[34]

- i  1980年2月1日，丹佛掘金从印第安纳步行者处换得阿历克斯·英格利什和首轮选秀权，以交换乔治·麦克吉尼斯。[35]在此之前，1978年7月19日，步行者从波士顿凯尔特人处得到此签，以交换厄尔·塔图姆（英语：Earl Tatum）。[36]

- j  1978年10月9日，金州勇士从底特律活塞处获得次轮选秀权，以交换里基·格林。[37]

- k  1978年，芝加哥公牛从洛杉矶湖人处换得奥利弗·马克（英语：Oliver Mack）、1980年和1981年次轮选秀权，以交换马克·兰斯伯格。[38]在此之前，1976年8月5日，湖人从犹他爵士处获得1977年、1978年和1979年首轮选秀权，以及1980年次轮选秀权，以交换1978年首轮选秀权和1977年次轮选秀权。这一交易是作为1976年7月19日爵士签约盖尔·古德里奇的补偿。[39]